# 김용환 (만화가)
김용환(金龍渙, 1912년 ~ 1998년 12월 1일)은 한국의 대표적인 시사만화 코주부를 창작한 만화가이다.

## 생애
1912년 김해시 진영에서 태어났다. 부모는 과수원을 운영하였고 어려서부터 그림 그리기를 좋아했다고 한다. 공부를 잘하지 못하였던 그는 지금의 동래고등학교 전신인 동래고등보통학교의 입학 시험을 치르면서 답안지에 당시 조선일보에 연재되던 노수현의 만화 〈멍텅구리와 윤바람〉을 그려 제출했는데 이것이 선생님의 눈에 띄어 입학할 수 있었다고 한다.
고등학교를 졸업하고 일본으로 유학하여 사립 데이고쿠 미술학교 제1회생으로 입학하여 서양화를 배웠다. 유학 시절 소년잡지 《니혼쇼넨》 등에  기타코지(北宏二)라는 이름으로 삽화를 연재하였다. 미술학교를 졸업하고 고단샤에 입사하여 《소공자》의 삽화 작업에 참여하였다.
해방 후 서울로 돌아와 《서울타임즈》, 《중앙신문》, 《동아일보》 등에서 시사만평을 그렸다. 코주부는 1945년 9월 창간된 영어 일간지 《서울타임즈》에 연재되기 시작하였다. 김용환은 1964년까지 여러 신문사로 소속을 바꾸며 계속하여 코주부를 그렸다.
1950년 일어난 한국 전쟁은 김용환에게 매우 큰 시련이었다. 서울에 있다 인민군에게 잡힌 김용환은 남로당 선전부에 배속되어 공산주의 선전물을 만들어야 했고, 그러다 유엔군의 포로로 잡힌 뒤에는 거꾸로 대북 선전물을 만들어야 했다. 김용환은 유엔군 포로가 된 뒤 미군 정보부대의 취조를 받고 서대문형무소에 수감되었다가 출소하였으며 전쟁 후인 1959년 다시 일본으로 건너가 도쿄 의 미군 극동사령부에 배속되어 작전국 심리전과에 근무했다. 당시 제작한  <자유의 벗>은 매달 대한민국의 전국의 관공서와 학교로 배포되는 미군홍보지였다.
극동사령부에서 은퇴한 뒤 《통일일보》의 고문으로 지냈으며 1995년 미국 로스앤젤레스로 이민하였다. 1998년 12월 1일 자택에서 별세하였다.

## 작품
김용환은 코주부를 필두로 여러 만화와 민화, 삽화를 그렸다. 단행본으로 〈홍길동의 모험〉, 《토끼와 원숭이》 등이 있고, 연재물로는 시사만화 《코주부》, 《만화 코주부삼국지》, 《흥부와 놀부》 등이 있다.
이 가운데 《토끼와 원숭이》, 《만화 코주부삼국지》가 등록문화재로 지정되어 있다.

### 코주부
코주부는 김용환이 일본에 거주하던 1940년 《동경조선민보》에 처음 창작하였고, 해방 이후 김용환이 《서울타임즈》에 시사만화를 그리게 되면서 다시 등장하였다. 코주부는 김용환의 첫 만화이면서 대표작이었다. 그는 시사만화 뿐만 아니라 《만화 코주부삼국지》와 같은 곳에서도 코주부 캐릭터를 사용하였다.
코주부의 연재 이력은 다음과 같다.
- 《동경조선민보》: 1940년
- 《서울타임즈》: 1945년 9월 - 1946년 12월
- 《서울신문》: 1952년 6월 17일 - 10월 6일, 1964년 7월 27일 - 9월
- 《코리안 퍼블릭》: 1953년 8월 15일- 1959년 12월 31일
- 《평화신문》: 1956년 3월 7 - 6월 8일

### 토끼와 원숭이
《토끼와 원숭이》는 1946년 발간된 단행본 만화이다. 아동문학가 마해송의 원작을 각색하여 만화로 제작한 이 책은 대한민국에서 처음 단행본 형태로 출간된 만화로 알려져 있다.
마해송은 1931년 방정환이 발간하던 《어린이》에 〈토끼와 원숭이〉를 연재하였으나 조선총독부의 검열로 연재를 끝내지 못하고 중단하였고, 해방이 된 후에 완성하였다. 마해송의 〈토끼와 원숭이〉는 한국을 토끼로 일본을 원숭이로 비유하여 어러운 처지에 도움을 받았던 원숭이 나라가 오히려 은혜를 배푼 토끼 나라를 괴롭힌다는 줄거리였다.
2012년 한국만화영상진흥원은 예술품 경매시장에 나온 김용환의 《토끼와 원숭이》를 구매하여 대중에 공개하였다.

## 영향
김용환의 코주부는 이후 한국 만화 발전에 많은 영향을 주었다. 2018년 서거 20주기를 맞아 기념 전시회와 학술대회가 열렸다.